# حبيل سعيد بن سعيد (المسيمير)

تعديل مصدري - تعديل

حبيل سعيد بن سعيد هي إحدى قرى عزلة المسيمير بمديرية المسيمير التابعة لمحافظة لحج، بلغ تعداد سكانها 22 نسمة حسب تعداد اليمن لعام 2004.